# Senafe

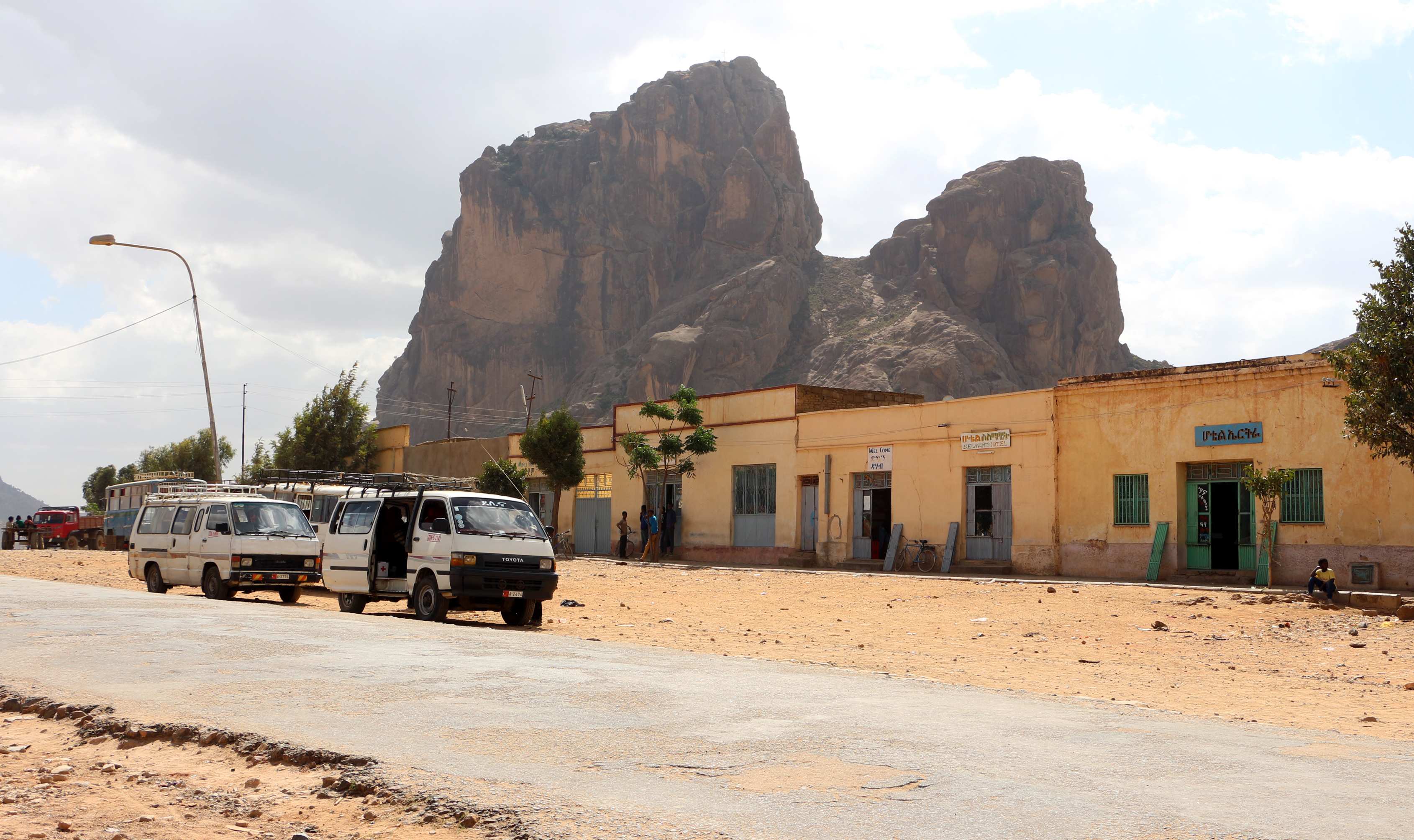
Senafe

Senafe är en stad i Eritrea, belägen i det centrala höglandet mycket nära gränsen till Etiopien. Befolkningen är i huvudsak tillhörande det tigrinska folket och sahofolket och är jämnt fördelade mellan kristna och muslimer.
Senafe har existerat som marknadsplats och stad i flera millennier. Den föregår Axumriket och är omgiven av historiska ruiner som är mer än 3000 år gamla. Fornlämningarna vittnar om omfattande handel med länderna tvärs över Röda havet såsom riket Saba i nuvarande Jemen. Byarna Tekonda, Kaskasse, Quohaito och Metera ligger i anslutning till Senafe och alla dessa var betydelsefulla handelsplatser även under Axumriket halvvägs mellan huvudstaden Axum (i nuvarande norra Etiopien) och hamnstaden Adulis vid Eritreas Röda Havskust. Efter Axumrikets fall föll Senafe och de kringliggande byarna i glömska och utgör än idag endast vanliga höglandsbyar. Sedan den italienska kolonialtiden och fram till idag har Senafe utgjort en betydelsefull garnisons- och gränsstad.
Senafe drabbades hårt av den etiopiska offensiven i maj 2000 under det eritreansk-etiopiska gränskriget som varade mellan maj 1998 och maj 2000. Den eritreanska armén lyckades evakuera de flesta civila innan den etiopiska armén bröt igenom det eritreanska försvaret och intog Senafe, men flera av de som blev kvar av någon anledning blev dödade under invasionen och andra utsattes för grova kränkningar av sina mänskliga rättigheter. Etiopierna förstörde samtliga stående byggnader i staden civila, såsom statliga, tog med sig omfattande material och egendomar till Etiopien och minerade alla kringliggande jordbruksfält långt inne i eritreanskt territorium. Även idag är många områden runt staden inte tillgängliga på grund av risken för minor. Etiopierna förstörde även arkeologiska lämningar bland annat ett gravmonument från cirka 100 f.Kr. som sprängdes med dynamit. Internationella domstolen i Haag tilldömde ett stort skadestånd till Eritrea för den förstörelse som Etiopiens ockupation skapat i synnerhet i Senafe, men Etiopien har ännu inte accepterat domen. 
Sedan 2002 patrullerar FN-trupper i UNMEE-styrkan (UN Mission in Eritrea and Ethiopia) i staden i enlighet fredsfördraget undertecknat mellan Eritrea och Etiopien i Alger där det fastställts att allt eritreanskt territorium inom 25 km från den etiopiska gränsen skall ligga under FN:s kontroll.